# Love Your Man
Love Your Man je drugi studijski album sastava The Rossington Band. 

## Popis pjesama
1. "Losin' Control" - 4:00
2. "Welcome Me Home" - 4:44
3. "Call It Love" - 5:02
4. "Holdin' My Own" - 3:19
5. "Rock On" - 5:21
6. "Love Your Man" - 3:53
7. "Stay With Me" - 4:04
8. "Nowhere To Run" - 4:15
9. "Say It From The Heart" - 4:04
10. "I Don't Want To Leave You" - 3:58

## Vanjske poveznice
- Love Your Man na AllMusicu